# Brienne-la-Vieille
Pour les articles homonymes, voir Brienne.
Brienne-la-Vieille est une commune française, située dans le département de l'Aube en région Grand Est.

## Géographie

### Localisation
Brienne-la-Vieille est un village rural du sud de la Champagne, limitrophe de Brienne-le-Château et situé à 30 km de Bar-sur-Aube et à 40 km de Troyes.,
Il fait partie du parc naturel régional de la forêt d'Orient, étant située au nord des lacs.

### Communes limitrophes
Les communes limitrophes sont  Brienne-le-Château, Chaumesnil, Crespy-le-Neuf, Dienville, La Rothière, Mathaux, Morvilliers, Petit-Mesnil et Radonvilliers.
| Mathaux       | Brienne-le-Château | Crespy-le-Neuf           |
| Radonvilliers | Brienne-la-Vieille | Morvilliers              |
| Dienville     | La Rothière        | Petit-Mesnil, Chaumesnil |

### Hydrographie
La commune est dans la région hydrographique « la Seine de sa source au confluent de l'Oise (exclu) » au sein du bassin Seine-Normandie. Elle est drainée par l'Aube, le canal, le Fossé 01 des Pâtures Communales et le Fossé 01 des Grands Longerons,.
L'Aube, d'une longueur de 249 km, prend sa source dans la commune d'Auberive et se jette  dans la Seine à Marcilly-sur-Seine, après avoir traversé 82 communes.

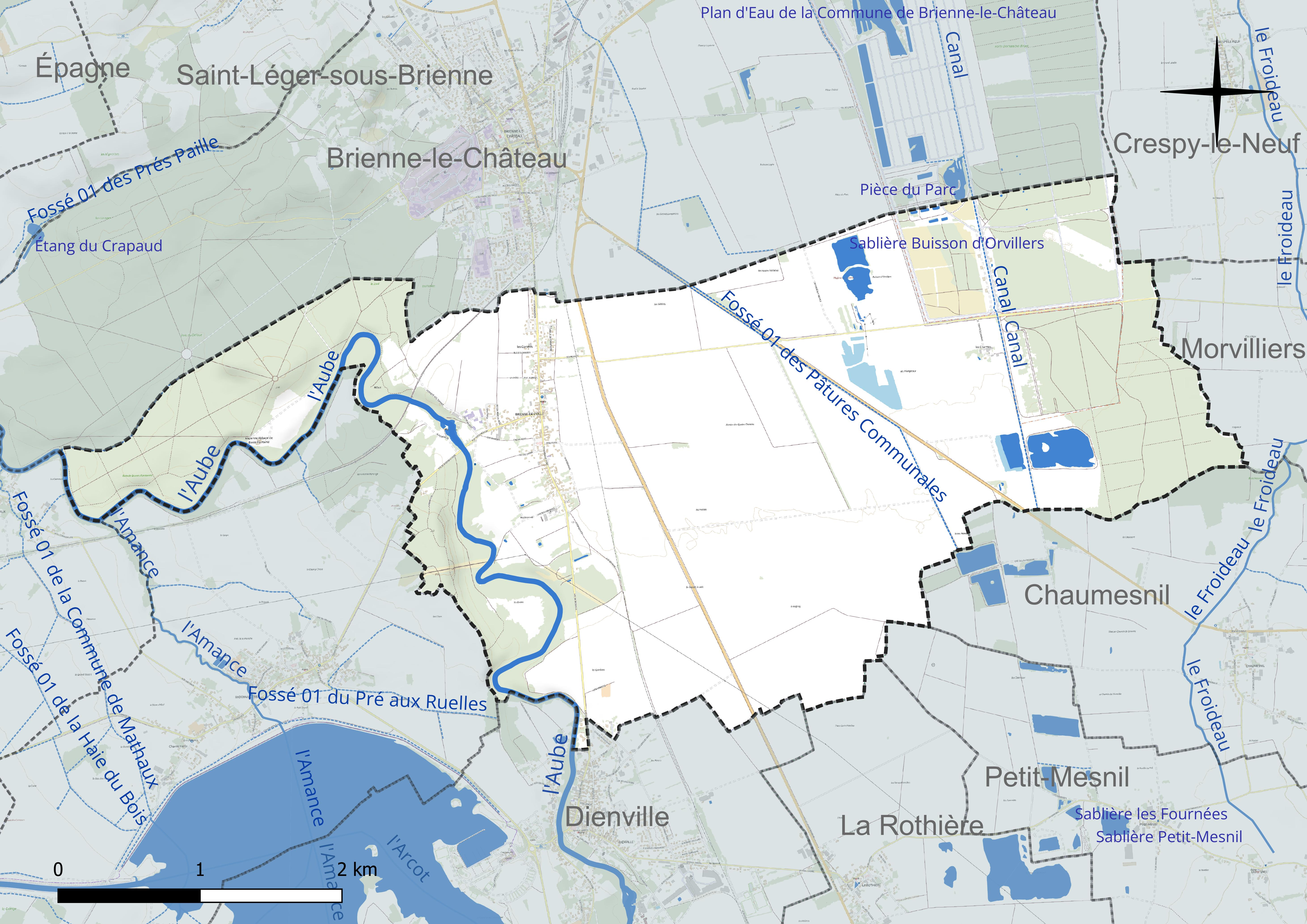
Réseau hydrographique de Brienne-la-Vieille.

Un plan d'eau complète le réseau hydrographique : la sablière Buisson d'Orvillers (4 ha),.

### Climat
Pour des articles plus généraux, voir Climat du Grand Est et Climat de l'Aube.
En 2010, le climat de la commune est de type climat océanique dégradé des plaines du Centre et du Nord, selon une étude du Centre national de la recherche scientifique s'appuyant sur une série de données couvrant la période 1971-2000. En 2020, Météo-France publie une typologie des climats de la France métropolitaine dans laquelle la commune est exposée à un climat océanique altéré et est dans la région climatique Lorraine, plateau de Langres, Morvan, caractérisée par un hiver rude (1,5 °C), des vents modérés et des brouillards fréquents en automne et hiver.
Pour la période 1971-2000, la température annuelle moyenne est de 10,6 °C, avec une amplitude thermique annuelle de 15,8 °C. Le cumul annuel moyen de précipitations est de 773 mm, avec 11,5 jours de précipitations en janvier et 8,4 jours en juillet. Pour la période 1991-2020, la température moyenne annuelle observée sur la station météorologique de Météo-France la plus proche, « Mathaux-Étape », sur la commune de Mathaux à 4 km à vol d'oiseau, est de 11,5 °C et le cumul annuel moyen de précipitations est de 733,9 mm. 
La température maximale relevée sur cette station est de 41,5 °C, atteinte le 25 juillet 2019 ; la température minimale est de −18 °C, atteinte le 2 janvier 1997,,.
Les paramètres climatiques de la commune ont été estimés pour le milieu du siècle (2041-2070) selon différents scénarios d'émission de gaz à effet de serre à partir des nouvelles projections climatiques de référence DRIAS-2020. Ils sont consultables sur un site dédié publié par Météo-France en novembre 2022.

### Milieux naturels et biodiversité
La commune dispose d'un espace de 40 ha, la « la pelouse des brebis », classée Natura 2000, où l'on trouve beaucoup d’oiseaux et d’orchidées, notamment au printemps

## Urbanisme

### Typologie
Au 1er janvier 2024, Brienne-la-Vieille est catégorisée commune rurale à habitat dispersé, selon la nouvelle grille communale de densité à 7 niveaux définie par l'Insee en 2022.
Elle appartient à l'unité urbaine de Brienne-le-Château, une agglomération intra-départementale dont elle est une commune de la banlieue,. Par ailleurs la commune fait partie de l'aire d'attraction de Brienne-le-Château, dont elle est une commune de la couronne,. Cette aire, qui regroupe 30 communes, est catégorisée dans les aires de moins de 50 000 habitants,.

### Occupation des sols

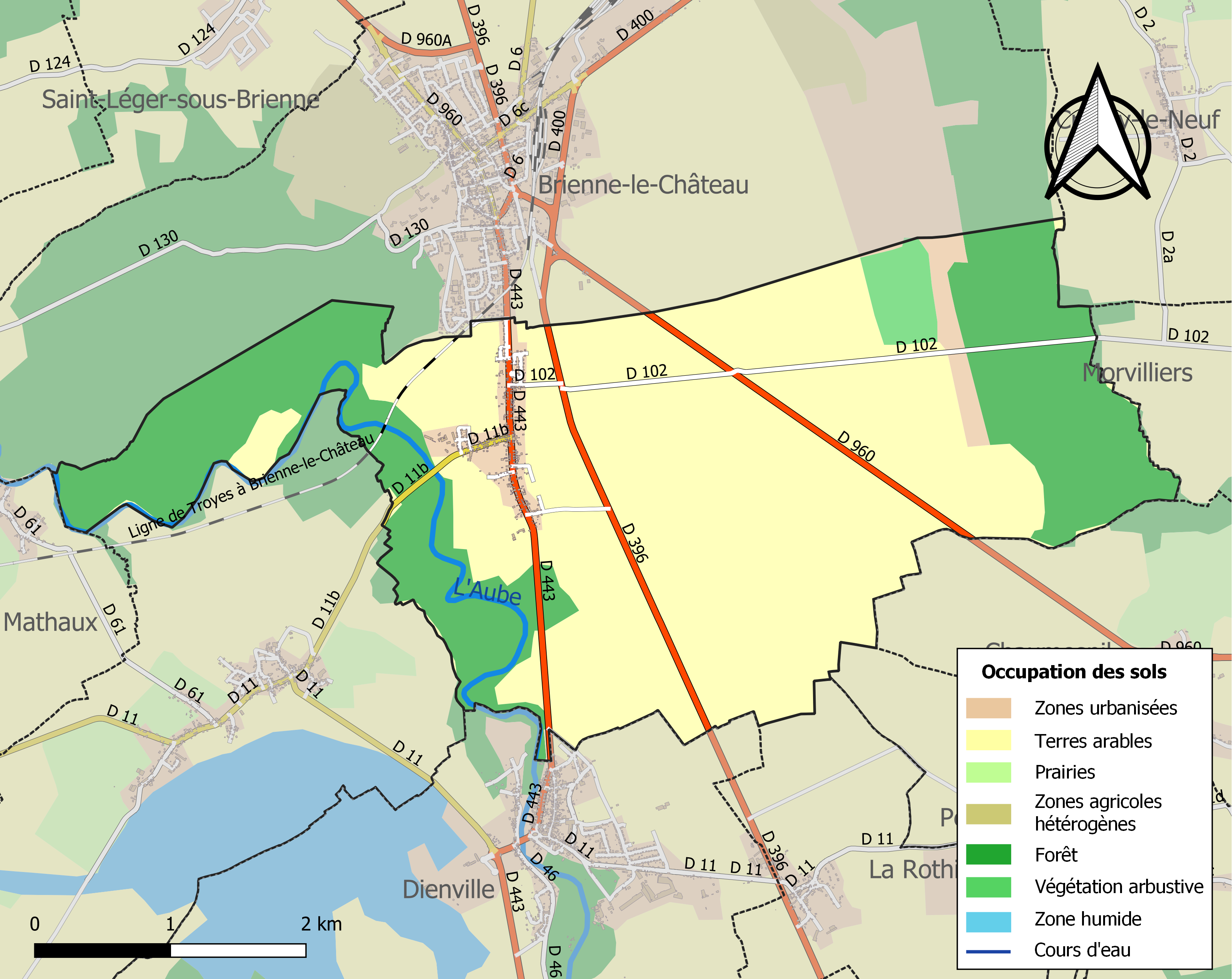
Carte des infrastructures et de l'occupation des sols de la commune en 2018 (CLC).

L'occupation des sols de la commune, telle qu'elle ressort de la base de données européenne d’occupation biophysique des sols Corine Land Cover (CLC), est marquée par l'importance des territoires agricoles (62,7 % en 2018), une proportion sensiblement équivalente à celle de 1990 (62,2 %). La répartition détaillée en 2018 est la suivante : 
terres arables (62,7 %), forêts (30,9 %), zones urbanisées (2,6 %), milieux à végétation arbustive et/ou herbacée (2 %), zones industrielles ou commerciales et réseaux de communication (1,7 %). L'évolution de l’occupation des sols de la commune et de ses infrastructures peut être observée sur les différentes représentations cartographiques du territoire : la carte de Cassini (XVIIIe siècle), la carte d'état-major (1820-1866) et les cartes ou photos aériennes de l'IGN pour la période actuelle (1950 à aujourd'hui).

### Habitat et logement
En 2015 et 2020, le nombre total de logements dans la commune était de 208, alors qu'il était  de 202 en 2010.
Parmi ces logements, 93,7 % étaient des résidences principales, 1,4 % des résidences secondaires et 4,8 % des logements vacants. Ces logements étaient pour 95 % d'entre eux des maisons individuelles et pour 3,5 % des appartements.
Le tableau ci-dessous présente la typologie des logements à Brienne-la-Vieille en 2020 en comparaison avec celle de l'Aube et de la France entière. Une caractéristique marquante du parc de logements est ainsi une proportion de résidences secondaires et logements occasionnels (1,4 %) inférieure à celle du département (4,8 %) et à celle de la France entière (9,7 %). Concernant le statut d'occupation de ces logements, 80,7 % des habitants de la commune sont propriétaires de leur logement (79,4 % en 2015), contre 57,5 % pour l'Aube et 57,5 pour la France entière.
| Typologie                                               | Brienne-la-Vieille | Aube | France entière |
| ------------------------------------------------------- | ------------------ | ---- | -------------- |
| Résidences principales (en %)                           | 93,7               | 85,7 | 82,1           |
| Résidences secondaires et logements occasionnels (en %) | 1,4                | 4,8  | 9,7            |
| Logements vacants (en %)                                | 4,8                | 9,5  | 8,2            |

## Toponymie
Le nom semble dériver du celtique briavenna qui désigne un ensemble de pontons en rapport avec l'ancienneté de l'activité portuaire du lieu.[réf. nécessaire]

## Histoire

### Antiquité
Ancien vicus gallo-romain, traversé par la voie romaine reliant Lyon à Boulogne-sur-Mer, voie attribuée à Agrippa,

### Ancien Régime
En 1789, Brienne relevait de l'intendance et de la généralité de Châlons, de l'élection de Bar-sur-Aube et du bailliage de Chaumont[réf. nécessaire].
La paroisse était du doyenné de Brienne. La cure était à la présentation de l'abbé de Montier dès 1185. Les dîmes se partageaient entre  à l'abbaye de Basse-Fontaine et celle de Montier.

## Politique et administration

### Rattachements administratifs et électoraux

#### Rattachements administratifs
La commune se trouve  dans l'arrondissement de Bar-sur-Aube du département de l'Aube.
Elle faisait partie depuis 1801 du canton de Brienne-le-Château. Dans le cadre du redécoupage cantonal de 2014 en France, cette circonscription administrative territoriale a disparu, et le canton n'est plus qu'une circonscription électorale.

#### Rattachements électoraux
Pour les élections départementales, la commune fait partie depuis 2014 d'un nouveau canton de Brienne-le-Château
Pour l'élection des députés, elle fait partie de la première circonscription de l'Aube.

### Intercommunalité
Brienne-la-Vieille était membre de la communauté de communes du Briennois, un établissement public de coopération intercommunale (EPCI) à fiscalité propre créé fin 2002  et auquel la commune avait transféré un certain nombre de ses compétences, dans les conditions déterminées par le code général des collectivités territoriales.
Conformément aux prescriptions de la loi de réforme des collectivités territoriales du 16 décembre 2010, qui a prévu le renforcement et la simplification des intercommunalités et la constitution de structures intercommunales de grande taille, cette intercommunalité a fusionné avec sa voisine pour former, le 1er janvier 2014, la communauté de communes des Lacs de Champagne, dont est désormais membre la commune.

### Liste des maire successifs
| Période                                  | Période                        | Identité                | Étiquette | Qualité                                                             |
| ---------------------------------------- | ------------------------------ | ----------------------- | --------- | ------------------------------------------------------------------- |
| Les données manquantes sont à compléter. |                                |                         |           |                                                                     |
| 1793                                     | 1796                           | Jean-Baptiste Gauthier  |           |                                                                     |
| 1796                                     | 1800                           | Claude Maitret          |           |                                                                     |
| 1800                                     | 1813                           | Thomas-Nicolas Hugot    |           |                                                                     |
| 1813                                     | 1820                           | Jean-Baptiste Joffrin   |           |                                                                     |
| 1820                                     | 1827                           | Edme Dauvilliers        |           |                                                                     |
| 1827                                     | 1831                           | Jean-Baptiste Barbolain |           |                                                                     |
| 1831                                     | 1835                           | Charles Gauthier        |           |                                                                     |
| 1835                                     | 1846                           | Jean-Louis Daunay       |           |                                                                     |
| 1846                                     | 1848                           | Jean-Baptiste Barbolain |           |                                                                     |
| 1848                                     | 1855                           | Joseph-Victor Rouilliot |           |                                                                     |
| 1855                                     | 1859                           | Jean-Baptiste Daunay    |           |                                                                     |
| 1859                                     | 1871                           | Alexandre Rouilliot     |           |                                                                     |
| 1871                                     | 1875                           | Joseph Peignot          |           |                                                                     |
| 1875                                     | 1879                           | Alexandre Rouilliot     |           |                                                                     |
| 1879                                     | 1888                           | Rousselle Barbolain     |           |                                                                     |
| 1888                                     | 1922                           | Marion-Alexandre Hugot  |           |                                                                     |
| 1922                                     | 1935                           | Théophile François      |           |                                                                     |
| 1935                                     | 1936                           | Gustave Hugot           |           |                                                                     |
| 1936                                     | 1944                           | Louis-Gaston Gaillard   |           |                                                                     |
| 1944                                     | 1959                           | Lucien-Anselme Gauthier |           |                                                                     |
| 1952                                     | 1959                           | Pierre Garnier          |           |                                                                     |
| 1959                                     | 1965                           | Lucien Moisson          |           |                                                                     |
| 1965                                     | 1989                           | Germain Vautrin         |           | Entrepreneur                                                        |
| 1989                                     | 1994                           | Yves Païno              |           | Retraité Mort en fonction                                           |
| 1994                                     | mai 2020                       | Benoit Cerf             | DVD       | Agriculteur Administrateur de la CARB                               |
| mai 2020                                 | septembre 2023                 | Christian Bonfils       | SE        | Cadre retraité Démissionnaire                                       |
| octobre 2023                             | En cours (au 30 novembre 2023) | Gaël Grosmaire          |           | Ancien assistant parlementaire du député Gérard Menuel, agriculteur |

## Démographie
L'évolution du nombre d'habitants est connue à travers les recensements de la population effectués dans la commune depuis 1793. Pour les communes de moins de 10 000 habitants, une enquête de recensement portant sur toute la population est réalisée tous les cinq ans, les populations de référence des années intermédiaires étant quant à elles estimées par interpolation ou extrapolation. Pour la commune, le premier recensement exhaustif entrant dans le cadre du nouveau dispositif a été réalisé en 2007.

En 2022, la commune comptait 386 habitants, en évolution de −11,26 % par rapport à 2016 (Aube : +0,7 %, France hors Mayotte : +2,11 %).
| 1793 | 1800 | 1806 | 1821 | 1831 | 1836 | 1841 | 1846 | 1851 |
| ---- | ---- | ---- | ---- | ---- | ---- | ---- | ---- | ---- |
| 549  | 547  | 574  | 537  | 709  | 690  | 692  | 698  | 704  |

| 1856 | 1861 | 1866 | 1872 | 1876 | 1881 | 1886 | 1891 | 1896 |
| ---- | ---- | ---- | ---- | ---- | ---- | ---- | ---- | ---- |
| 690  | 701  | 690  | 615  | 570  | 519  | 486  | 425  | 407  |

| 1901 | 1906 | 1911 | 1921 | 1926 | 1931 | 1936 | 1946 | 1954 |
| ---- | ---- | ---- | ---- | ---- | ---- | ---- | ---- | ---- |
| 370  | 368  | 363  | 351  | 364  | 364  | 370  | 390  | 411  |

| 1962 | 1968 | 1975 | 1982 | 1990 | 1999 | 2006 | 2007 | 2012 |
| ---- | ---- | ---- | ---- | ---- | ---- | ---- | ---- | ---- |
| 412  | 456  | 404  | 486  | 447  | 420  | 443  | 450  | 452  |

| 2017 | 2022 | - | - | - | - | - | - | - |
| ---- | ---- | - | - | - | - | - | - | - |
| 423  | 386  | - | - | - | - | - | - | - |

## Culture locale et patrimoine

### Lieux et monuments

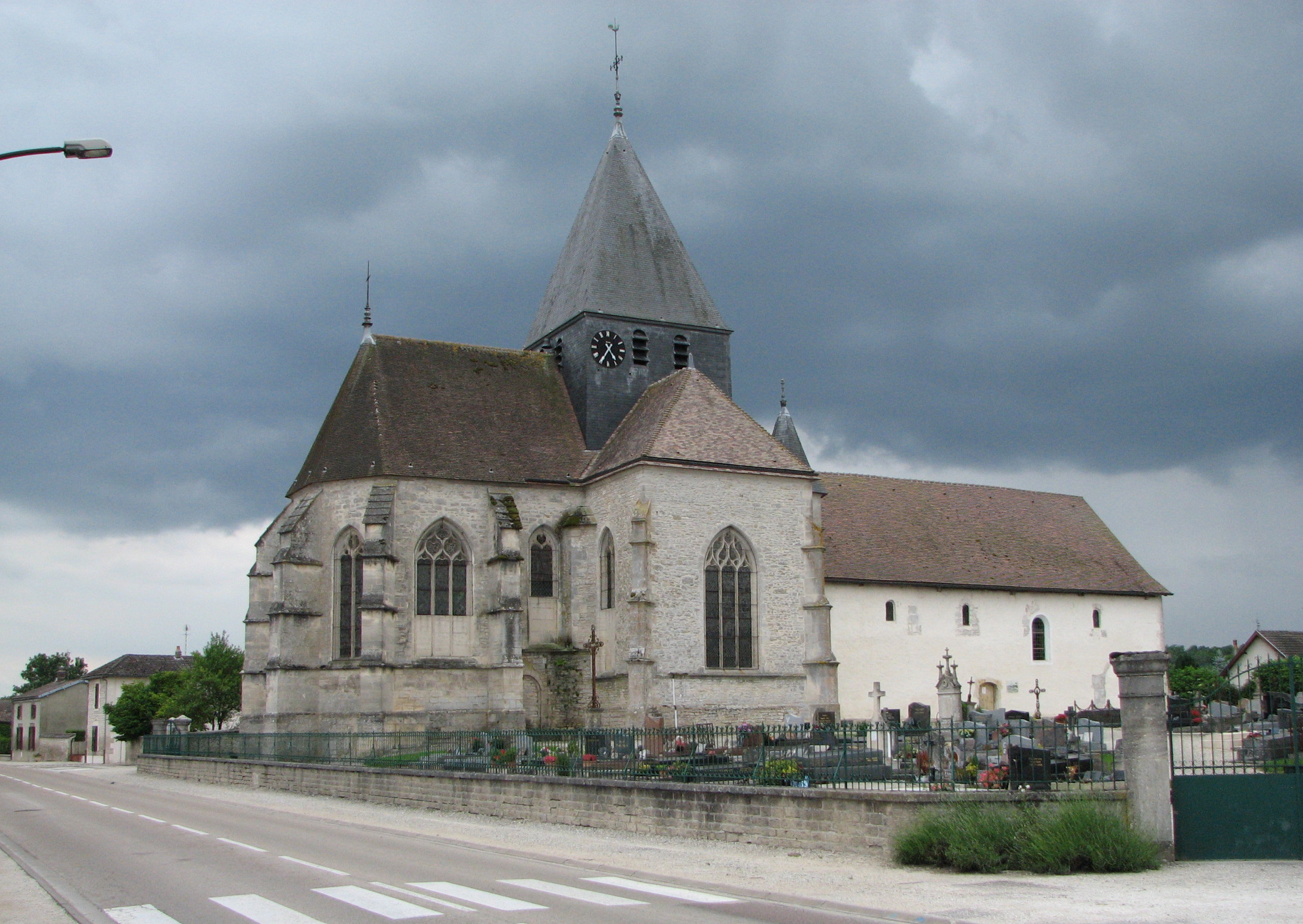
Église de Brienne-la-Vieille.

- La nef de l'église Saint-Pierre-aux-Liens est romane et les parties les plus anciennes sont du XIIe siècle ainsi que la base de la tour. Ses fenêtres ont été agrandies au XVIIIe siècle. Le plafond de bois date du XIVe siècle. Le chœur et l'abside sont du XVIe siècle. Les chapelles du XVIIIe siècle. 
La chapelle sud renferme des reliques de saint Jean-Baptiste provenant de l'Abbaye de Basse-Fontaine depuis 1773. 
Le portail roman, raccourci à sa base provient de cette même abbaye[18]..
- Tronçons de voies romaines de Langres à Remps et de Troyes à Naix.
- Croix de carrefour de Brienne-la-Vieille.
- Ancienne abbaye de Basse-Fontaine de l'Ordre de Prémontré.
- L'écomusée de la forêt d’Orient, qui accueille jusqu’à 3 000 personnes par an[26],[11].

### Personnalités liées à la commune
- Sébastien de L'Aubespine (1518-1582), évêque de Vannes puis de Limoges, diplomate. Il fut abbé de Basse-Fontaine.
- Memmie-Rose de Maupas (1799-1861), homme politique né à Brienne-la-Vieille, maire de Bar-sur-Aube en 1846, député de l'Aube.

## Pour approfondir